# Абиз (село)
Аби́з (каз. Абыз) — село у складі Каркаралінського району Карагандинської області Казахстану. Входить до складу Бактинського сільського округу.
Населення — 245 осіб (2021; 351 у 2009, 321 у 1999, 420 у 1989).
Національний склад станом на 1989 рік:
- казахи — 100 %.

У радянські часи село називалось також Сарибулак.